# Kfz-Kennzeichen (Kuba)

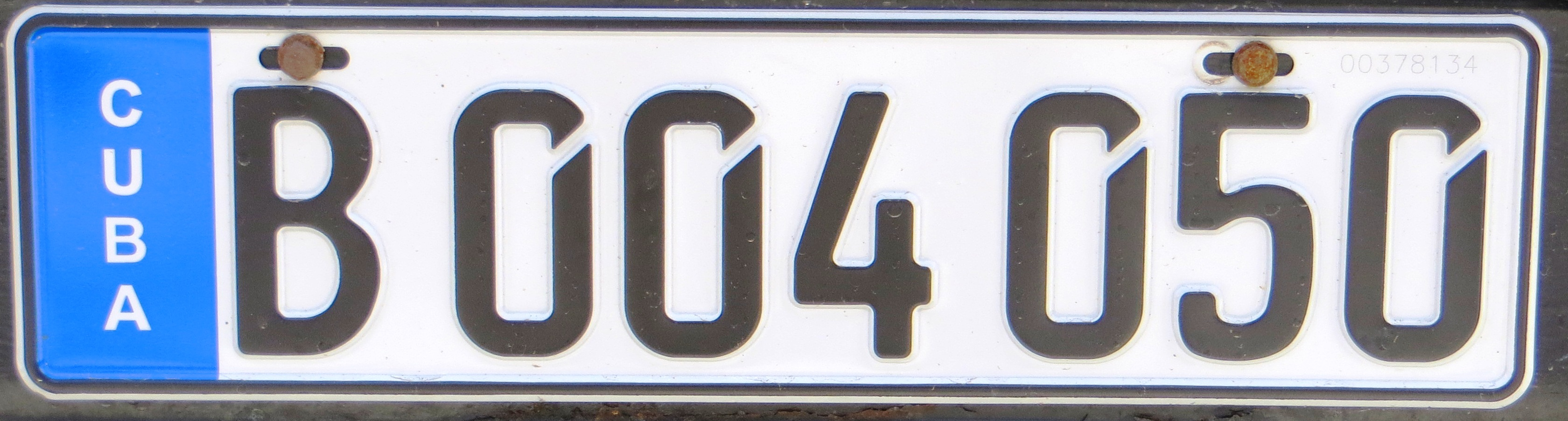
Aktuelles Kfz-Kennzeichen (staatlich)

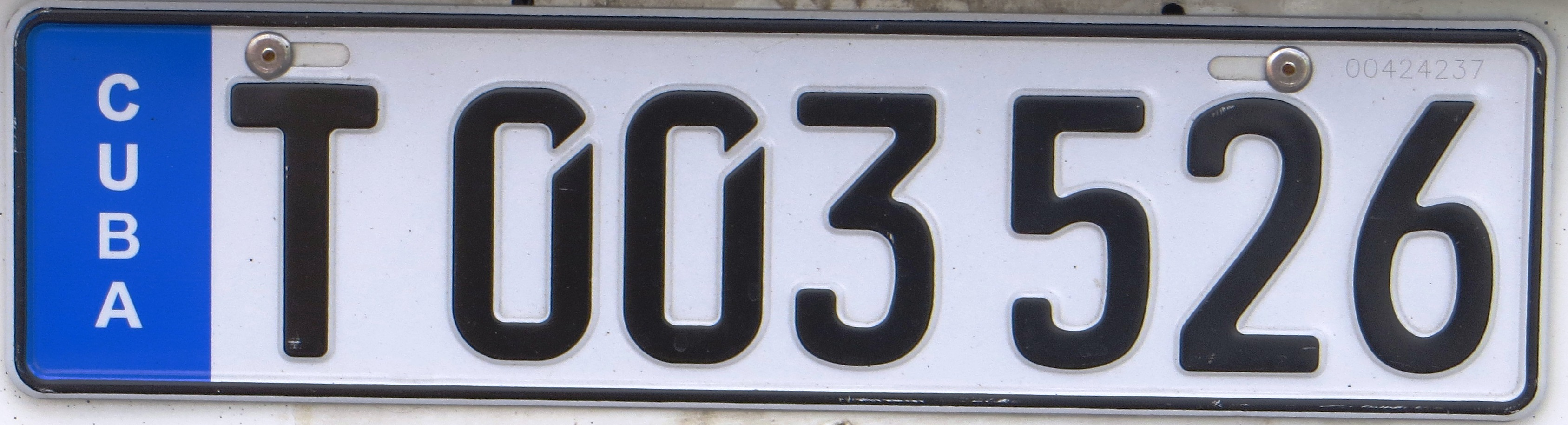
Kennzeichen für Mietwagen

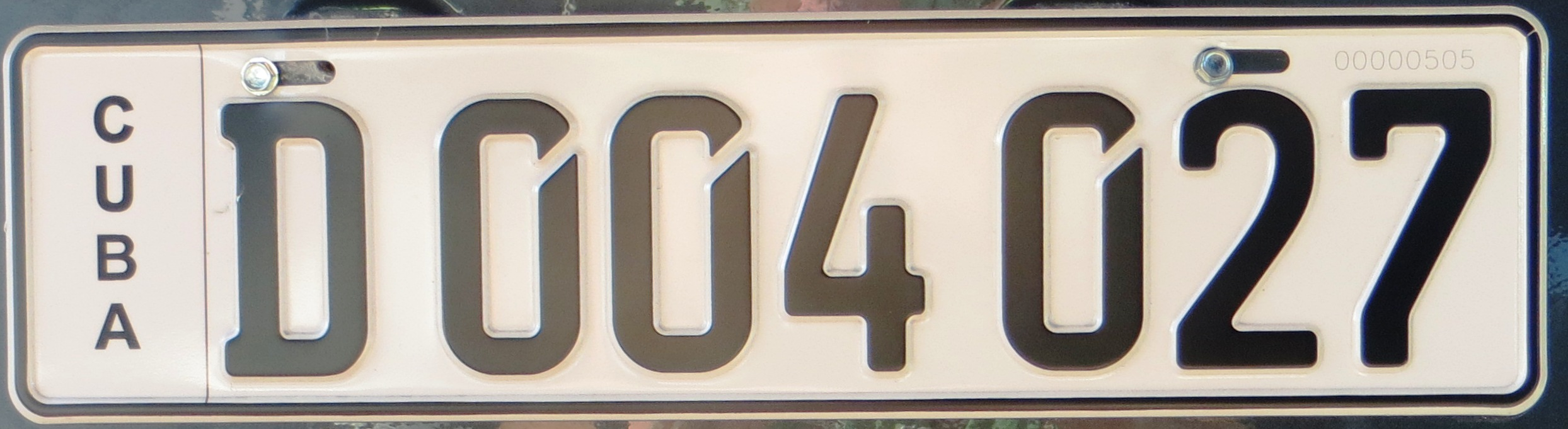
Diplomatenkennzeichen

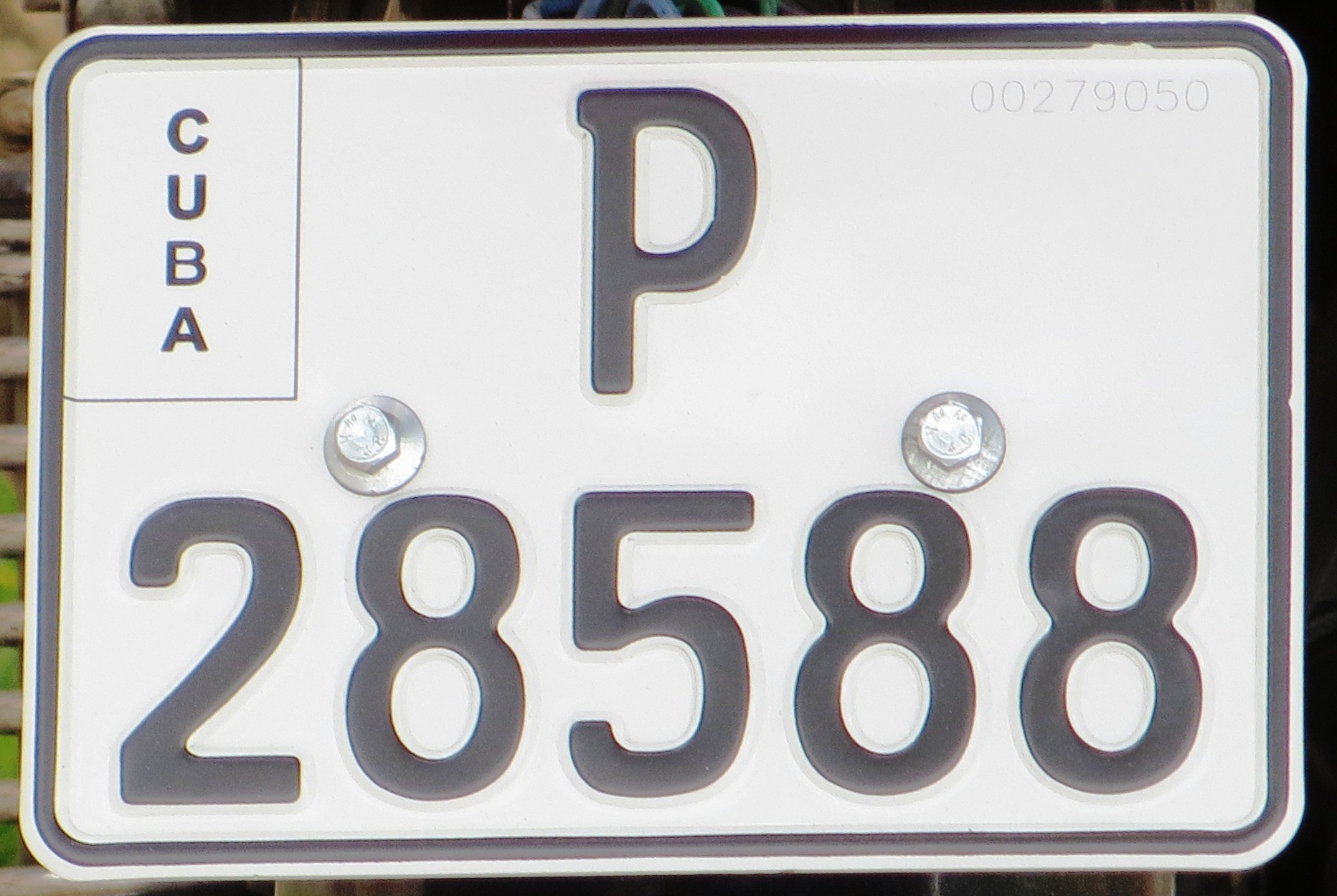
Zweizeilige Variante

Das aktuelle kubanische Kfz-Kennzeichensystem wurde am 27. Mai 2013 eingeführt und orientiert sich am Aussehen der Euro-Kennzeichen. Die Schilder der vorangegangenen Systeme waren dagegen dem US-amerikanischen Standard nachempfunden.

## Aktuelles System
Die Schilder besitzen eine Größe von 420 mm × 110 mm und sind somit zehn Zentimeter kürzer als das europäische Einheitsmaß. Sie beginnen in mit einer Fläche am linken Rand, in der der Landesname CUBA mittels übereinander stehender Buchstaben dargestellt wird. Bei Privatfahrzeugen ist die Fläche weiß, während sie bei staatlicher Zulassung blau ausgefüllt ist. Es folgen ein Buchstabe sowie sechs Ziffern in zwei Dreiergruppen in FE-Schrift. Kennzeichen für Zweiräder besitzen die Maße 200 mm × 140 mm und zeigen nur fünf Ziffern. Im Gegensatz zu vorangegangenen Systemen besitzen nun alle Schilder eine einheitliche weiße Grundfarbe mit schwarzer Aufschrift. Verschiedene Fahrzeuggattungen werden durch bestimmte Buchstaben gekennzeichnet. Eine regionale Zuordnung der Fahrzeuge ist nicht mehr möglich. Die Buchstaben I, O, Q, S, W und Z werden nicht verwendet.
Bedeutung der Buchstaben:
| Buchstabe | Erklärung                                   |
| --------- | ------------------------------------------- |
| A         | Administration                              |
| B         | sonstige staatliche Fahrzeuge               |
| C         | Diplomatisches Corps                        |
| D         | Diplomatisches Corps                        |
| E         | Diplomatisches Corps                        |
| F         | Armee                                       |
| K         | Ausländer                                   |
| M         | Innenministerium                            |
| T         | Mietwagen für Touristen                     |
| P         | einheimische Privatbesitzer                 |
| R         | einheimische Privatbesitzer, für Motorräder |

## System 2002–2013

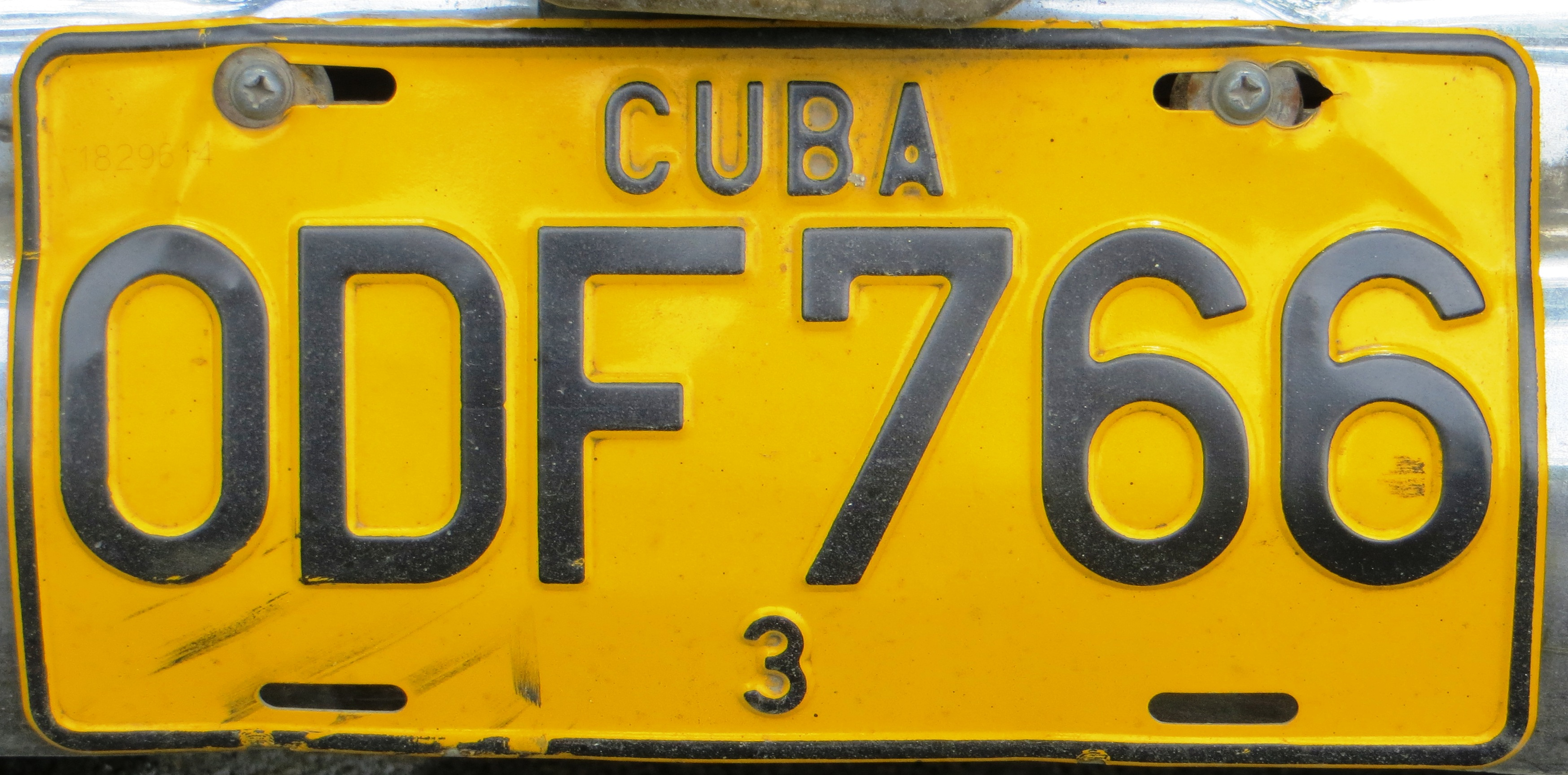
Gelb = Privatfahrzeuge

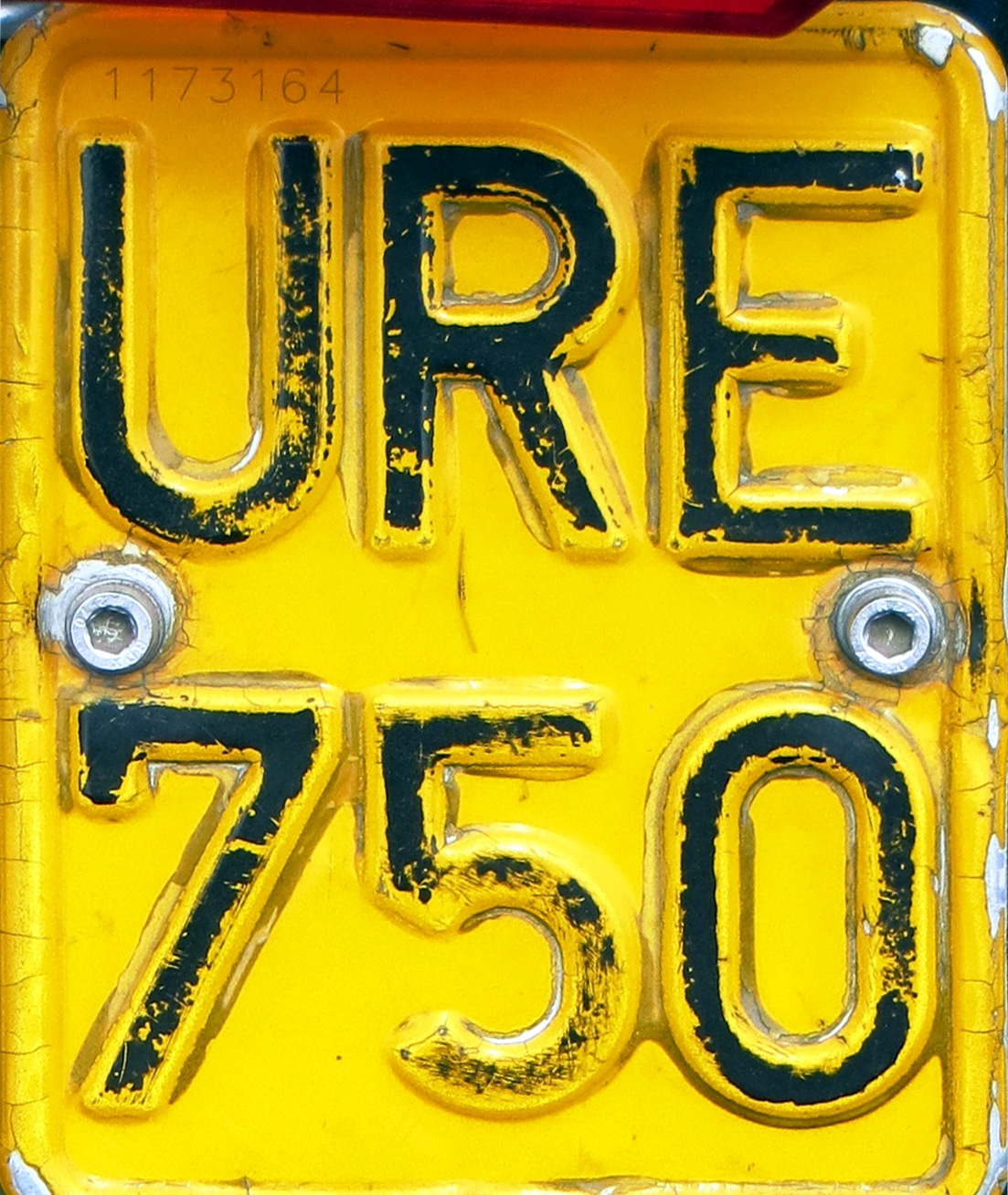
Motorrad

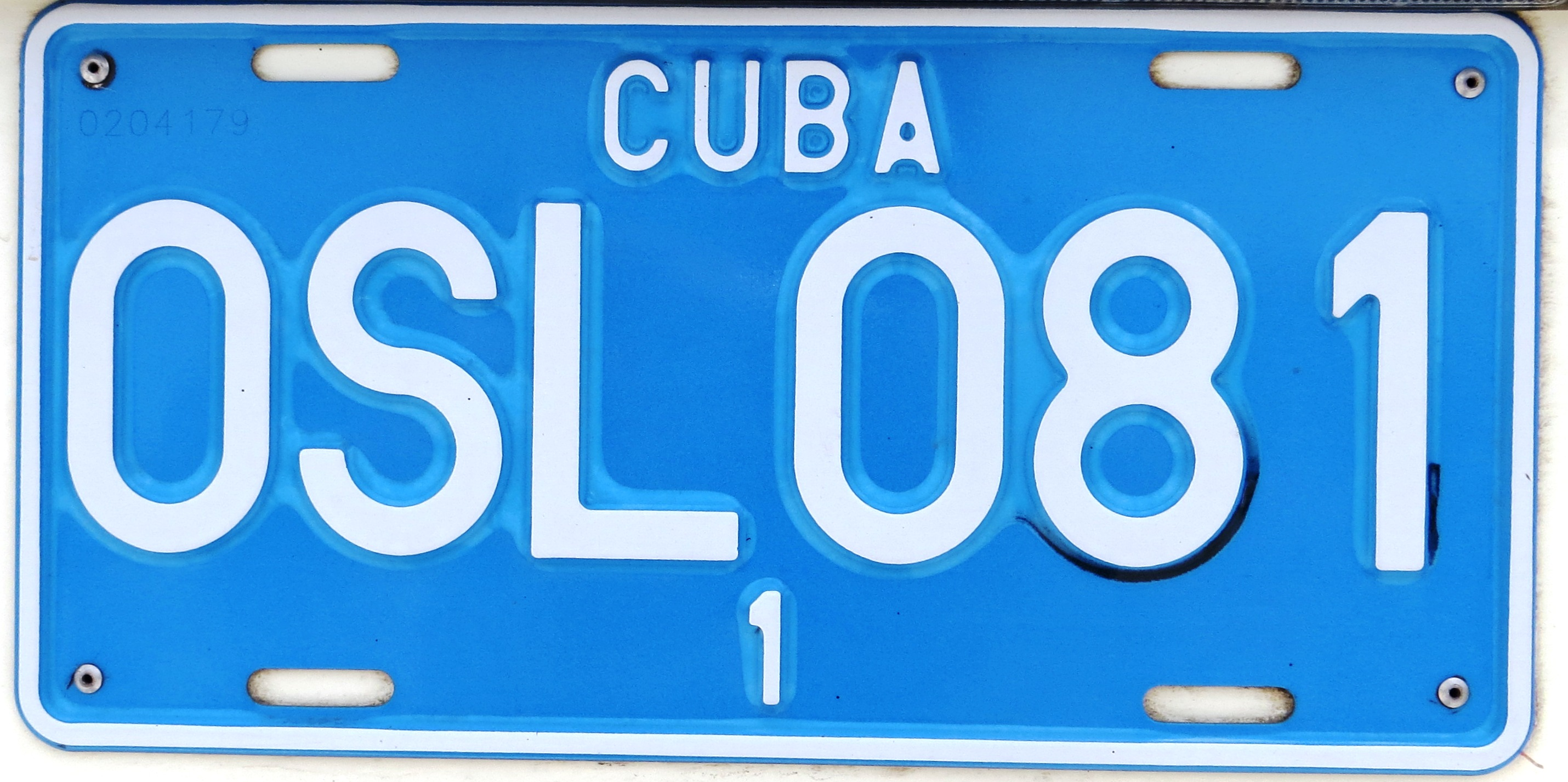
Blau = Staatsfahrzeuge

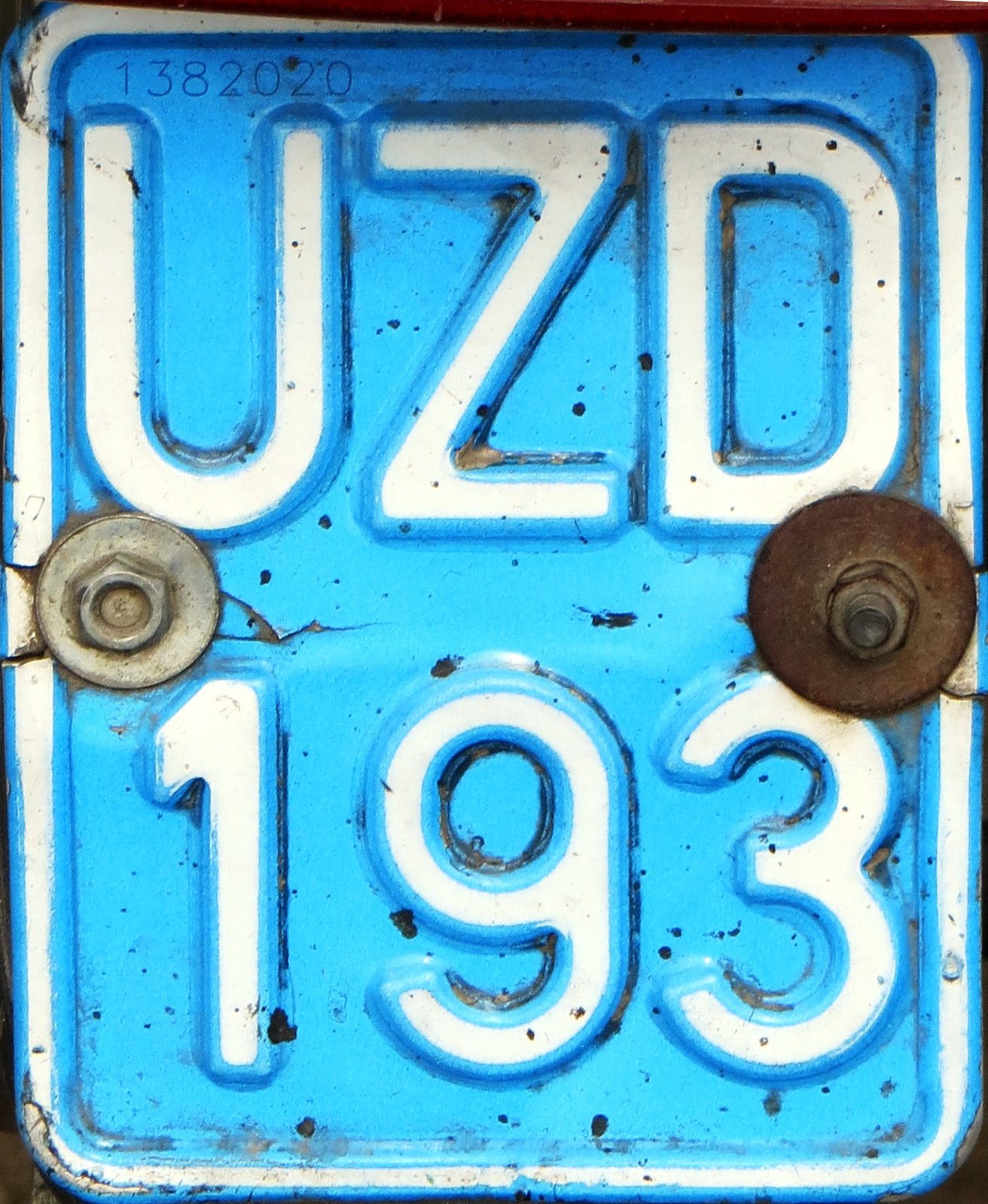
Motorrad

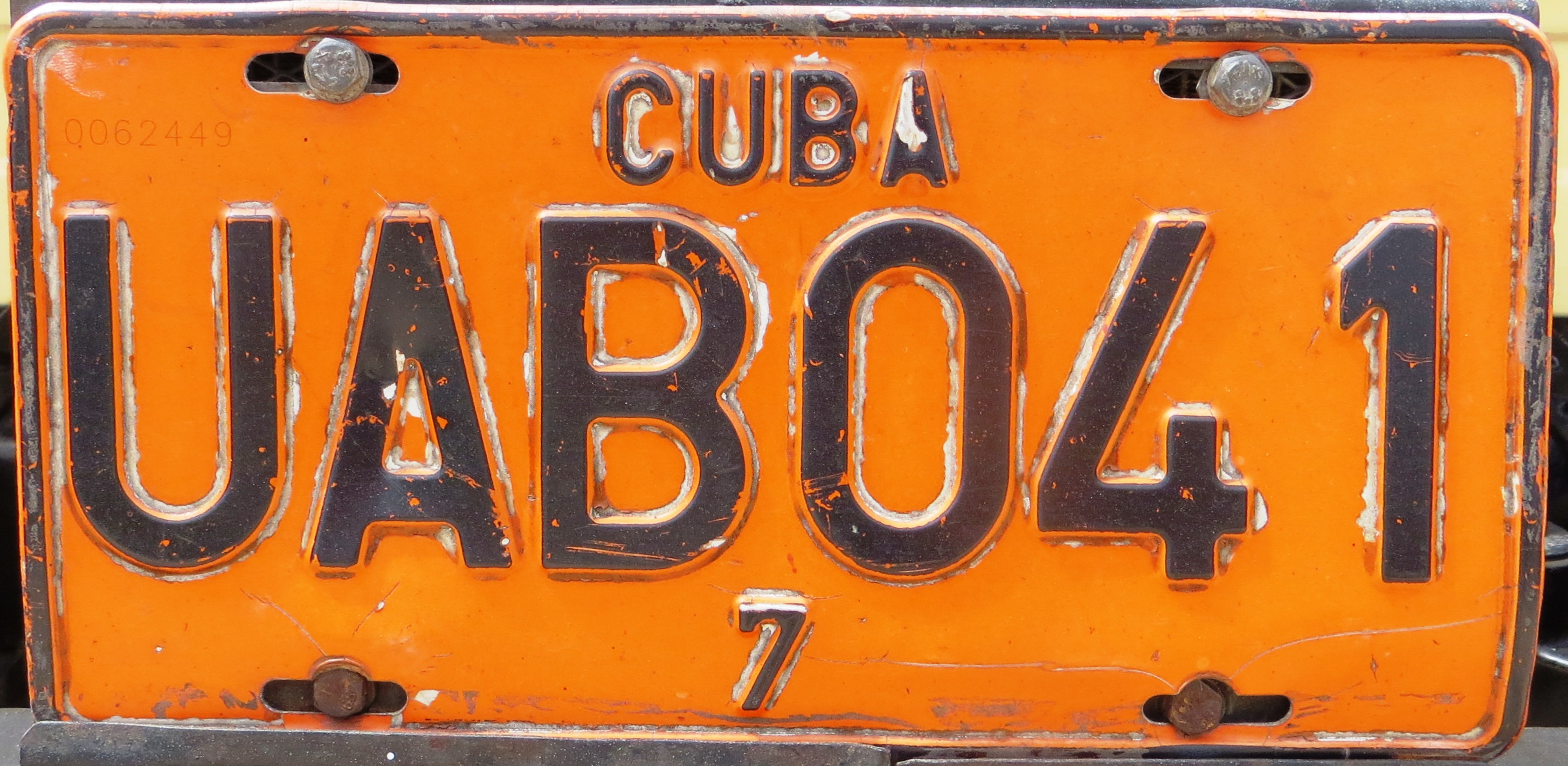
Orange = ausländische und religiöse Einrichtungen

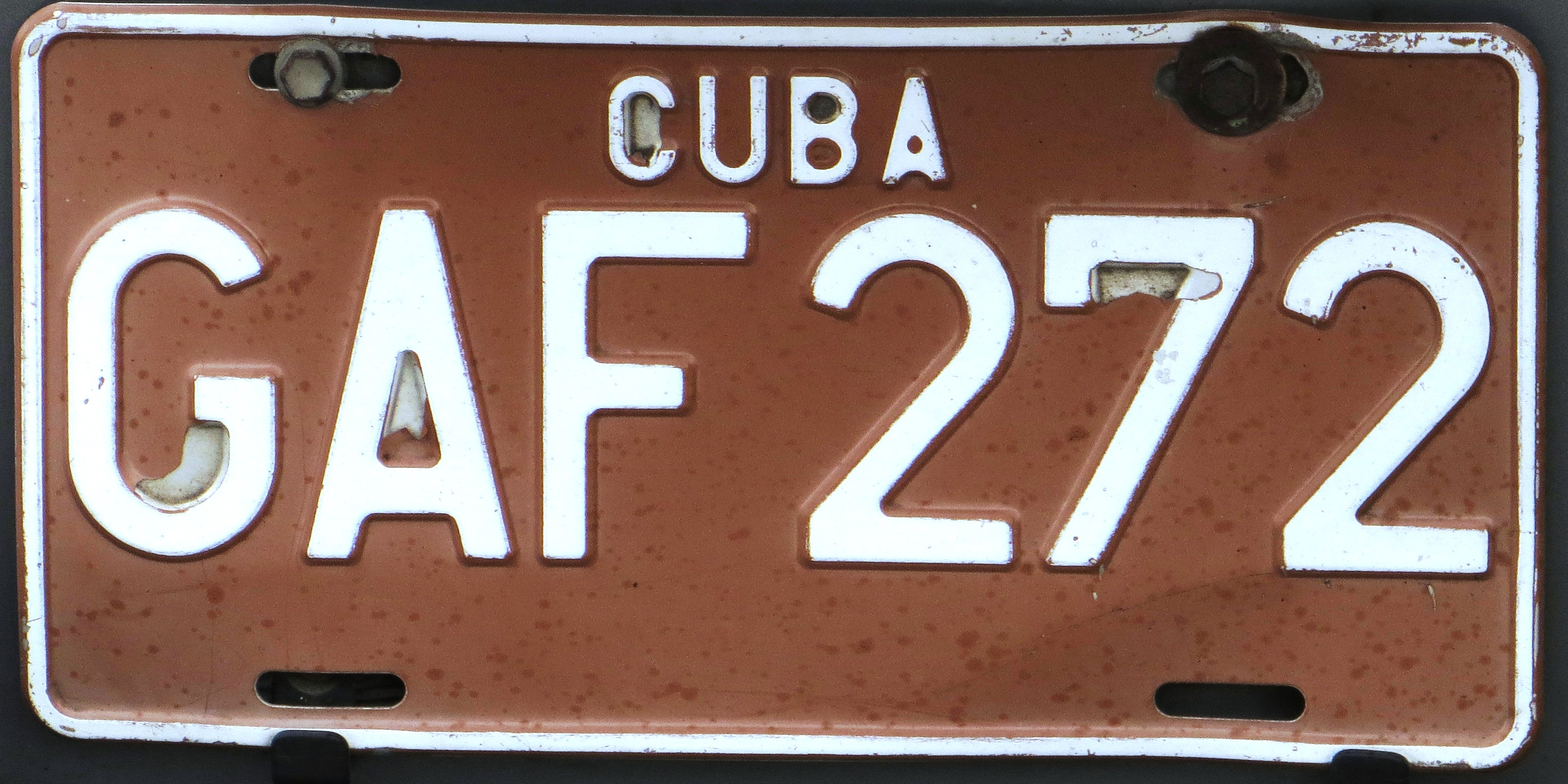
Braun = untere Verwaltungsebene

Zwischen Januar 2002 und Mai 2013 bestanden die kubanischen Nummernschilder in der Regel aus drei Buchstaben und drei Ziffern. Über der Kombination war der Landesname CUBA zu lesen. Darunter erschien mittig eine kleine Zahl, die die Fahrzeugart angab. Während der erste Buchstabe auf die Zulassungsprovinz des Fahrzeugs schließen ließ, wurde die Fahrzeug-Verwendung durch eine Kombination aus zweitem Buchstaben und verschiedenen Farben gekennzeichnet.

### Erster Buchstabe
| Letter | Provinz                                     |
| ------ | ------------------------------------------- |
| A      | Ciego de Ávila                              |
| B      | Mayabeque bis 2010 La Habana                |
| C      | Camagüey                                    |
| F      | Cienfuegos                                  |
| G      | Granma                                      |
| H      | Stadt Havanna                               |
| I      | Sonderverwaltungsgebiet Isla de la Juventud |
| M      | Matanzas                                    |
| N      | Guantánamo                                  |
| O      | Holguín                                     |
| P      | Pinar del Río                               |
| ?      | Artemisa                                    |
| S      | Sancti Spiritus                             |
| T      | Las Tunas                                   |
| V      | Villa Clara                                 |
| U      | Santiago de Cuba                            |

### Zweiter Buchstabe
| Zweiter Buchstabe | Farbe des Schildes | Bedeutung                                                                               |
| ----------------- | ------------------ | --------------------------------------------------------------------------------------- |
| A                 | weiß               | Minister, Provinzverwaltung, andere hochrangige Personen                                |
| A                 | hellbraun          | Regierungs- und Verwaltungsmitarbeiter mit niedrigeren Rängen                           |
| D / E / F / G / H | gelb               | Privatfahrzeuge                                                                         |
| K                 | gelb               | Fahrzeuge ausländischer Personen                                                        |
| K                 | hellbraun          | ausländische Firmen, Joint Ventures, ausländische Journalisten, religiöse Einrichtungen |
| R                 | gelb               | private Motorräder und "Cocotaxis"                                                      |
| S / T / U / V / W | blau               | Staatsfahrzeuge                                                                         |
| Y / Z             | blau               | staatliche Motorräder                                                                   |

### Besondere Kennzeichen

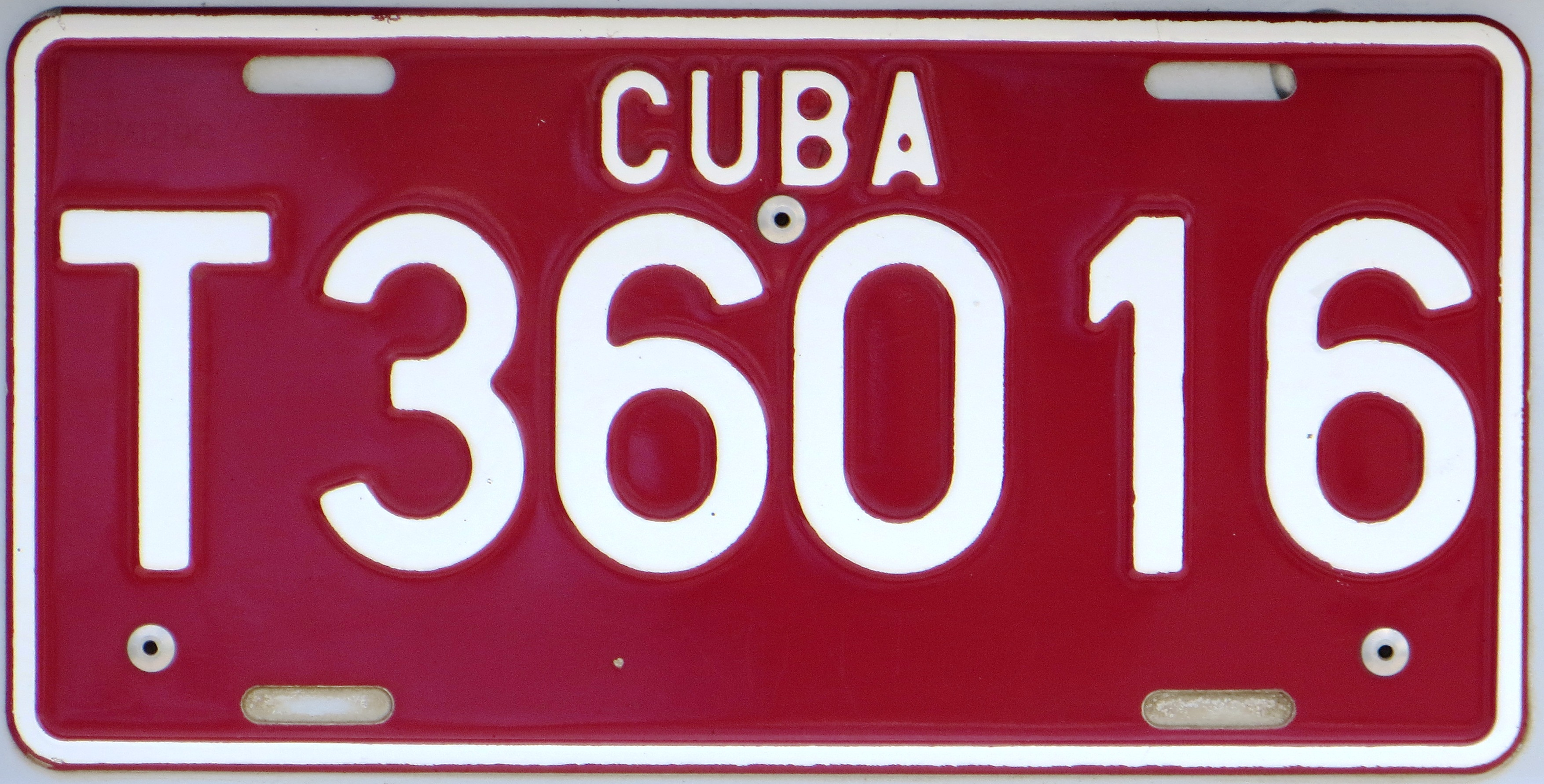
Kennzeichen für Mietwagen

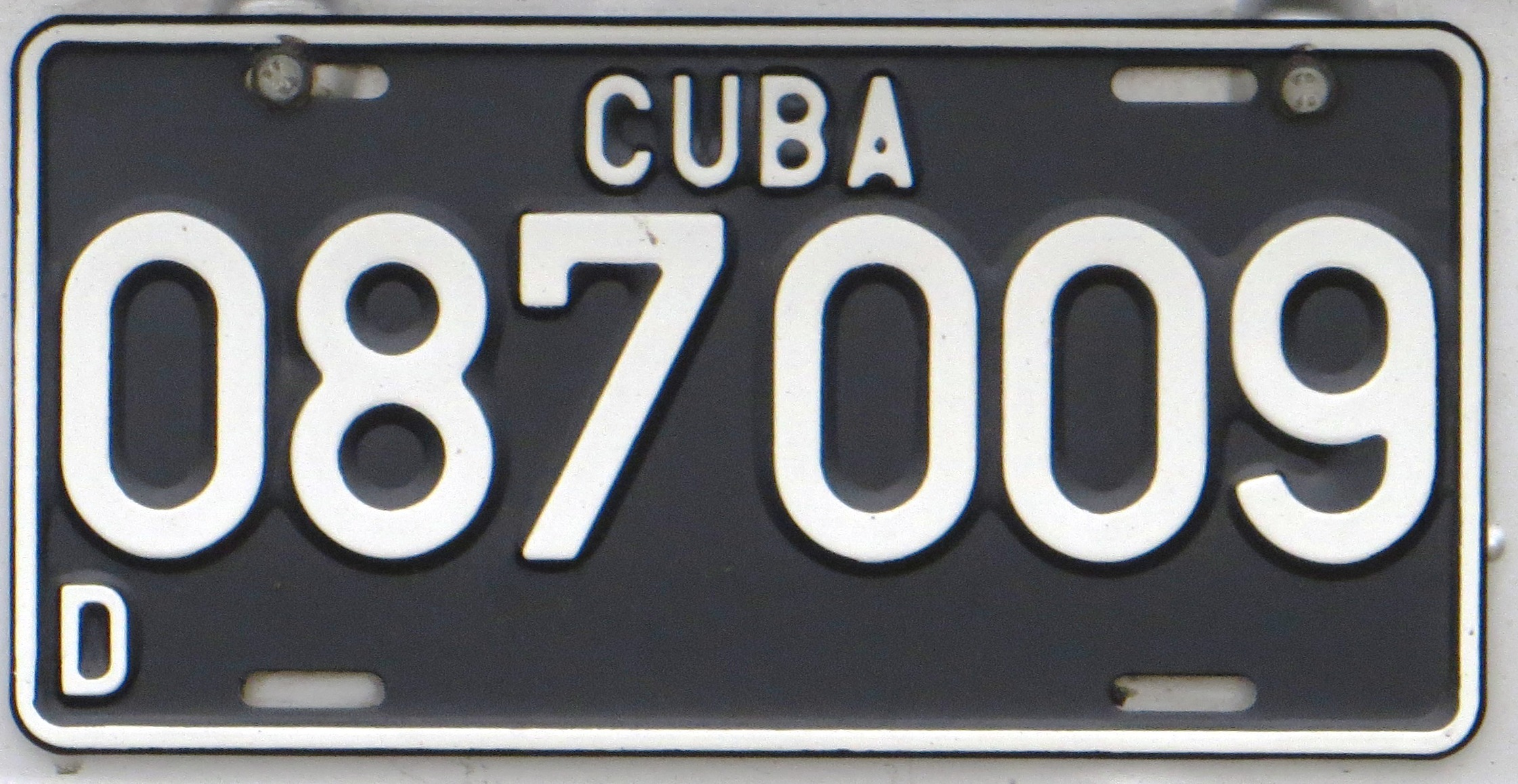
Diplomatenkennzeichen

Kennzeichen für Touristen und Mietwagen waren rot mit weißer Aufschrift. Sie zeigten zu Beginn des Schildes ein T sowie fünf Ziffern. Kurzzeitnummernschilder begannen mit dem Provinzbuchstaben und endeten nach vier Ziffern auf den Buchstaben P. Die Farbe war ebenfalls rot. Bei beiden Kennzeichentypen wurde auf die Darstellung der Fahrzeugart durch die kleine Ziffer verzichtet.
Hellgrüne Kennzeichen mit schwarzer Beschriftung waren dem Innenministerium vorbehalten. Sie zeigten den Provinzbuchstaben gefolgt von fünf Ziffern. Unten mittig erschien die Abkürzung des Ministeriums MININT für span. Ministerio del Interior (Innenministerium).
Kennzeichen des kubanischen Militärs besaßen dunkelgrüne Schilder mit weißer Aufschrift. Nach einem Buchstaben folgten maximal sechs, bei Zweirädern maximal vier Ziffern. Unter der Kombination erschien die Abkürzung F.A.R. für span. Fuerzas Armadas Revolucionarias (Revolutionäre Streitkräfte).
Diplomatenkennzeichen nutzten die Farbgebung weiß auf schwarz. Die Aufschrift bestand aus sechs Ziffern, von denen die ersten drei das Herkunftsland verschlüsselten. In der unteren linken Ecke verwies ein kleiner Buchstabe auf den Status des Fahrzeugs. Genutzt wurden die Lettern C (Konsularisches Korps), D (Diplomatisches Korps) und E (anderweitiges Botschaftsfahrzeug).